# Пирамидална шема
Пирамидална шема (енгл. Pyramid scheme) је неодрживи пословни модел који укључује зараду новца првенствено због укључивања других људи у шему, обично без икаквог проданог производа или извршења било какве услуге. Овакав тип превара долази под многим модификацијама.

## Историја
Током двадесетих година XX века појавила се прва финансијска превара у САД и то од стране Чарлса Понзија, италијанског досељеника. Понзијева превара јесте превара у којој се новац сакупљен од гомиле каснијих „инвеститора“ користи за исплату неких (не свих) ранијих „инвеститора“ који целој превари дају привидни легитимитет и тако привлаче нове „инвеститоре“. На овај начин иницијатори преваре зарађују одређену суму новца . Понзијеви агенти су широм Европе мењали доларе (прикупљене од инвеститора) у европске валуте, па затим куповали међународне поштанске купоне. Ти купони би се затим у Америци поново заменили за доларе. Тако би се, на пример, за купон купљен у Паризу за умањене франке у вредности 50 центи, у Бостону добио цели долар. Четрдесет хиљада људи је инвестирало у тај посао. Ова превара се одвијала у тајности, све док инвеститори нису почели да причају својим познаницима како су за 45 дана остварили профит од 50% за уложени новац. Шема је прекинута и откривена је превара када нови „инвеститори“ нису више пристизали па није било "свежег" новца за исплату пређашњих „инвеститора“. Понзи је ухапшен након што је доказано да је он финансијски преварант. Он је једини преварант у историји по коме је нека превара добила име.
Понзијева шема је једна од најједноставнијих и најефикаснијих превара икада направљених. Она представља основу за све пирамидалне шеме. Из овог разлога се често пирамидалне шеме називају Понзијеве шеме, иако оне то нису.

### Разлика између пирамидалне шеме и Понзијеве шеме
Основна разлика између пирамидалне преваре и Понзијеве шеме, јесте присуство тј. одсуство производа, и начин на који се остварује „профит“. Карактеристично код пирамидалне шеме јесте да жртва плаћа „производ“ и да би се обезбедио што већи прилив новца потребно је увући што већи број чланова да „купи производ“, док се код Понзијеве шеме тражи да жртва „инвестира“ свој новац уз обећање да ће јој се новац вратити увећан за нереалан проценат. У последњих неколико година развиле су се нове шеме које у суштини представљају спој пирамидалне и понзи шеме, тј. такозване понзи-пирамиде.

### Пирамидалне шеме данас
У последњих пар година, развојем интернета, опет је дошло до појаве разноликих пирамидалних шема као што су нпр. ланци среће, тзв. ММФ (Мејк Мани Фест) и неки од МЛМ (Мулти-левел маркетинг) планова.

## Особине
Истакнуте особине пирамидалне шеме укључују следеће:
- Најава претерано високе зараде, обично изражена у општим фразама без конкретних чињеница.
- Уверавање да није заправо реч о пирамидалној шеми.
- Мало или нимало информација о компанији за коју треба да се “ради” и производу који се продаје.
- Зарада се првенствено базира на привлачењу нових учесника или куповини производа од стране већ постојећих чланова.
- Појава да једино почетни чланови шеме имају било какву реалну добит (људи у доњим нивоима раде за оне који су изнад њих).
- Уверавање да је потпуно легално учествовати.

## Начин функционисања и основни модели
Инвеститорима се обећа велики поврат уложеног новца (зарада од 50% до 100% на уложену суму). У почетку, они заиста добијају велике количине новца наспрам онога што су уложили али је то у ствари новац који су уложили други инвеститори. Инвеститори који су на овај начин стекли новац тада настављају са улагањем. Убрзо се дешава то да више не добијају новац, већ се само обрачунавају са оним што тек треба да им се исплати. У овој фази, инвеститори више нису у могућности да повуку уложени новац и најчешће још увек не схватају да је реч о превари и обећава им се још већа зарада ако дугорочније инвестирају. На крају људи обично одбијају да поверују да су преварени и превара наставља да функционише.Доказано је да 90% учесника пирамидалних шема заврши са губитком новца, 9% са мало зараде, а 1% носи сав новац.

### Модел са 8 кугли
У моделу 8 кугли, особа која се регрутује уопште се не исплаћује док не регрутује нове чланове на три нивоа. Тако особа А на нивоу 1 регрутује 2 особе на нивоу 2, ова 2 регрутују 4 на нивоу 3, а ова 4 регрутују 8 на нивоу 4. Када се осам особа регрутује, особа А прима “накнаду за учешће” за свих 8 особа нивоа 4.
Ако је накнада била $ 1000, онда би особа А добила 8000 $. Ако 16 људи буде регрутовано на ниво 5, онда ће 2 особе на нивоу 2 добити по 8000 $, као што је приказано испод. Привлачност овог система се може показати на примеру једноставног ланчаног писма:
- треба регрутовати што мање људи,
- исплата је већа,
- постоји и подстицај да се помогне онима који су испод нивоа успеха.

Ова врста шеме је, с обзиром да не испоручује производ у износу накнаде за учешће, незаконита у САД и слична је оној коју користе незаконите преваре које се називају клубови за даривање.

### Матрична шема
Матрична шема је варијација једне од пирамидалних шема и функционише тако што преваранти обећавају бесплатну робу као што су нпр. HDTV, компјутери и Ајпод-ови. Шема нуди ову бесплатну робу уколико особа купи релативно јефтин производ - обично око 30 до 50 долара - као што су СИМ картица, е-књига или CD-RОМ . Од особе се тада тражи да доведе одређени број људи да купе и јефтиније артикле, а име особе која их је довела се додаје на листу. Када име те особе достигне врх листе, она добија бесплатну ставку. Међутим, математика укључује очигледне шансе да особа укључена у ову шему никада неће добити своју бесплатну ставку. На пример, ако је име те особе 100. на листи и она мора да унесе 20 нових регрута, 2.000 људи ће морати да купе јефтин производ пре него што он буде поклоњен тој особи. Преваранти су тада у суштини продали особу и регруте која је она довела прецењеном робом, и на крају та особа не добија ништа осим првобитне куповине.

### 2-Уп систем
У систему 2-Уп, "приход од продаје" од прве 2 особе које је члан регрутовао се исплаћује особи која је регрутовала тог члана. Приход од продаје од трећег и сваког следећег регрута се исплаћује члану који их је регрутовао, заједно са прве две "продаје" сваког од регрута. Овај систем је веома популаран јер нивои прихода за особе на врху могу експоненцијално расти. Такође, постоји огроман подстицај за сваког од регрута да настави са трећом продајом, јер је то она која има потенцијал да створи много прихода.
Проблеми који могу настати са 2-Уп системом су слични онима као у шеми 8-кугли, јер укључује геометријску прогресију у којој је сваки нови ниво три пута већи у односу на претходни ниво. Ако "производ" није нешто у шта вреди улагати, и/или производ који не нуди перспективу за поновну продају истој особи, понестаје људи који су вољни да уђу у овај "систем". Тако регрути на најнижем нивоу губе сав свој новац. Математички, то ће бити више од 2/3 свих људи који се придружују. Људи који су на другом од последњег нивоа често могу завршити губитком износа једнаких трошковима оглашавања повезаним са довођењем 3 регрута.

## Примери

### У банкарству
У овој пирамидалној шеми акценат је стављен на високи поврат уложених средстава. Први инвеститори обично улажу мање суме новца. Њима се пружа прилика да уложе новац на месец дана како би се уверили како то све изгледа. Преваранти очекују овакву врсту реакције и не покушавају да их наговоре да улажу новац на дужи временски период. По истеку месец дана, инвеститорима се враћа новац који су уложили увећан за одговарајућу унапред уговорену камату .У овој фази људи још не верују али ће бар 80% људи инвестирати поново а при томе ће проширити причу о “сигурном послу који доноси велику зараду”. Сада се број улагача шири али камата опада. Ако је у почетку камата била 30% сад је 20%, али за прве инвеституре остаје иста. Након три месеца прилив новца од нових улагача је много већи од дуговања па не постоји проблем исплате. Банке се рекламирају у медијима и кредибилитет превараната се не доводи у сумњу. Они се често баве и разним хуманитарним радом и донацијама и тако отварају позив новим улагачима да инвестирају новац. Први проблеми настају када количина новца од нових улагача постане мања од суме која мора да се исплати старим улагачима. Људима се не исплаћују ни главница ни камата и полако схватају да се ради о превари. Највећи број улагача остаје без свог новца, углавном главнице коју су уложили.

### У грађевинарству
Власник предузећа (предузетник) објављује да ради на веома профитабилном пројекту који гарантује високе приходе и висок добит, али му је потребна позајмица тј. готовина. „Инвеститор“ А даје „предузетнику“ зајам од 1000 евра са роком враћања од 90 дана и каматом од 100 евра која се исплаћује деведесетог дана. За време тих деведесет дана „предузетник“ налази нове „инвеститоре“, Б и Ц, обећавајући им исто. На крају рока од 90 дана он „Инвеститору“ А нуди да му исплати 1100 евра, али и то да не диже главницу па ни камату нудећи поново исте услове. Он поседује новац за ту намену јер је добио средства од 2 инвеститора Б и Ц . Већина „инвеститора“ је похлепна и не подиже новац да реинвестира. Појединци који не верују буду исплаћени одмах, од новца који је добио од других, а то подиже углед „Предузетника“ као пословне и озбиљне особе. Како време одмиче број „инвеститора“ се повећава и преварант успева. Ипак након одређеног времена због неодрживости ситуације и целокупног концепта, догађа се да или преварант побегне, најчешће у другу државу, са новцем који има или преварени „инвеститори“ из разних разлога затраже свој новац и преварант бива разоткривен будући да нема толико готовине да одједном свима исплати и главницу и обећане камате.

## Поређење са МЛМ-ом (Мулти-левел маркетингом)
МЛМ је у неким јурисдикцијама постао илегалан као пука варијација традиционалне пирамидалне шеме. У јурисдикцијама у којима МЛМ-ови нису проглашени незаконитим, многе илегалне пирамидалне шеме покушавају да се представе као МЛМ предузећа. Имајући у виду да велика већина учесника у МЛМ-у не може реално остварити добитак,, већ уместо тога ради са губицима, неки извори су дефинисали све МЛМ-ове као врсту пирамидалне шеме, чак и ако нису створени илегално као традиционалне пирамидалне шеме кроз законодавне статуте.
МЛМ је створен да оствари профит за власнике компаније, и неколико појединачних учесника на највишим нивоима МЛМ пирамиде учесника. Према америчкој Федералној трговинској комисији (ФТЦ), МЛМ компаније које експлоатишу чланове организације, представљају илегалне пирамидалне шеме чак и по ужем постојећем законодавству. У многим земљама је тражено да се прошири постојеће законодавство против пирамидалних шема како би подразумевало и МЛМ, или да се донесу специфична анти-МЛМ законодавства како би сви МЛМ-ови били илегални заједно са пирамидалним шемама.
Јурисдикције које задржавају правну разлику између МЛМ пирамидалних предузећа и илегалних пирамидалних шема, то раде на основу две кључна елемента поменуте разлике: 1) да МЛМ увек обухвата продају конкретног производа/услуга, док традиционалне илегалне пирамидалне шеме обично то не раде, и 2) да је "пењање" на вишу позицију МЛМ пирамиде статистички немогуће (посебно на највише нивое), али није теоретски немогуће, док је пењање традиционалном илегалном пирамидалном шемом и статистички и теоретски немогуће.
Једна од познатијих компанија који је трговао по принципу нелегитимног МЛМ-а који је заправо пирамидална шема, је Хербалајф (компанија производа за мршављење). Хербалајф је са само 4.000 стално запослених у целом свету остварила приход од 2,3 милијарде долара у 2009. години. Ова фирма је још од свог настанка 1980. предмет многобројних тужби по више основа: због здравствених проблема које су купцима изазвали њени производи, неистинитог рекламирања, као и због неиспуњавања обавеза према особама ангажованим у структурама мрежног маркетинга. Хербалајф све спорове решава вансудским поравнањима. Фирма Хербалајф је у јуну 2016 пристала на нагодбу која подразумева казну од две стотине милиона долара и промену начина пословања, како би избегла да њено деловање буде проглашено за пирамидалну превару.

## Значајне пирамидалне шеме у Србији

### "Дафимент" и "Југоскандик"
Деведесетих година XX века у средњој и источној Европи долази до слома комунизма и масовног отпуштања радника, чиме су већина земаља наведених регија постале погодне за развој пирамидалних шема. Међу тим земљама је била и Србија, где су најпознатије пирамидалне шеме биле спроведене од стране банака "Дафимент", чија је власница била Дафина Милановић, и "Југоскандик", чији је власник био Јездимир Васиљевић.
Дафина Милановић је основала банку “Дафимент" октобра 1991. године, по принципу пирамидалне штедње, без икаквог оснивачког капитала. Годину дана касније, Јездимир Васиљевић оснива банку "Југоскандик" по сличном принципу. Ове банке су нудиле месечне камате на штедњу и до 160 одсто. Милановићева је из овог разлога била проглашена од стране српске јавности за "српску мајку", а Јездимир је 1992. проглашен за бизнисмена године и исте године био и кандидат за председника Србије. Међутим, “Дафимент" банка је банкротирала 1. маја 1993. остављајући дуг штедишама од 150 милиона немачких марака. Убрзо након тога, банкротира и "Jугоскандик" банка за коју се процењује да има укупан дуг према штедишама између 100 милиона и 280 милиона немачких марака.
Исте године, Милановићева и Васиљевић беже из Србије. Васиљевић је 2000. године, након демократских промена, ухапшен на београдском аеродрому Никола Тесла, а Милановићева је ухапшена 2002. у немачком граду Цвајбрикену по међународној потерници. Августа следеће године је оболела од рака док је била у притвору. Оптужница Милановићеве је подигнута октобра 2003. Оптужница Окружног тужилаштва теретила је Милановићеву да је од 1991. до 1997. године, злоупотребом службеног положаја, прибавила себи и другима противправну имовинску корист у износу од 19,7 милиона немачких марака, милион америчких долара, 3,5 милиона швајцарских франака, 10,9 милиона аустријских шилинга и 199,4 милиона италијанских лира. У оптужници је наведено да је, у договору и по овлашћењу бившег гувернера Народне банке Југославије Борислава Атанацковића, организовала незакониту пирамидалну шему штедње. Након вишегодишњег суђења, Васиљевић је поново из Србије побегао 2006. године и суђење је тада прекинуто. У мају 2007, Дафина је приведена у Швајцарској, због сумње да је држављанина Србије преварила за 210.000 франака. После неколико дана пуштена је из притвора због лечења и вратила се у Србију. Преминула је у Београду 4. септембра 2008, у 61. години живота. Васиљевић је у Централном затвору у Београду био поново од 26. марта 2010. године, када је изручен Србији из Холандије, у којој је годину дана раније ухапшен по српској потерници. Притвор му је укинут на дан кад је изречена првостепена пресуда 20. фебруара 2013.

### "Гем колекшн клуб"
"Гем колекшн клуб" је у Србији основан је 2003. године. До 2012. године та фирма преварила је око 14.500 људи у Србији, Македонији, Албанији и Црној Гори. "Гем колекшн клуб“ је организовао мрежу посредника за неовлашћено посредовање у продаји иностране фирме „Фит Фор Саксес Академи “ која се налази на Гибралтару. Клуб је трговао производом под називом „Курс-успешан пут“ садржан у четири књиге. Продаја је организована тако што су правили промоције за више од 20.000 људи у различитим градовима. На тим састанцима обећаван је висок проценат провизије у првом ланцу, за сваку продају. Трговина се одвијала тако што би купци добијали фактуру-рачун фирме „ФФСА“, на основу којег је заинтересовани, односно купац уплаћивао 2290 евра, са налогом да се тај новац пренесе на "Фирст мерчант банк“ чијe je седиште у Никозији на Северном Кипру, у корист фирме „ФФСА“. Купци производа књиге „Курс-успешан пут“ стицали су право чланства у друштву „Гем колекшн клуб“-а. Да би и они почели да зарађују требало је да доведу још троје људи, чиме би повратили свој новац. Посао се састојао у тражењу жртви које би купиле књиге и зарађивали онолико колико новајлија успеју да учлане. Причајући и рекламирајући “производ” разгранавала се шема. Основа ове шеме је да се преварант увуче у одређене групе људи који имају новац (бизнисмени, адвокати, лекари...) где онда не престају да причају о одличном послу који доноси велику зараду.
У јуну 2012. године група од 24 особе које су организовале "Гем колекшн клуб", ухапшена је због сумње да је злоупотребљавала службени положај, утајила порез и "прала" новац. Сумња се да су на тај начин присвојили 27 милиона евра, а буџет Србије оштетили за више од пет милиона евра због неплаћених пореза и доприноса. У полицијском извештају стоји да је на челу групе "Гем колекшн" био адвокат чији су иницијали З. М. У удружењу је било још неколико адвоката из читаве Србије.

## Последице
Најчешће последице пирамидалних шема су:
- финансијски губици, обично 90-99% оних који учествују у шеми када дође до колапса шеме
- социјалних немира и насиља када дође до колапса шеме у екстремним случајевима (Албанија, Кина)[21]
- нарушавања људских односа и уништавања поверења када особе укључене у шему имају тенденцију да регрутују пријатеље у њу
- развод брака и самоубиства
- значајне измене у дистрибуцији прихода и повећање неједнакости у некој земљи због великих операција ове шеме док преносе средства од великог броја на дну пирамиде за неколико њих на врху
- значајан одлив девиза из земље ако се шема мора извршити у иностранству и у иностраним валутама због начина функционисања шеме, што може изазвати нестабилност девизног курса, платног биланса и смањења девизних резерви
- инфлација и погоршање стања текућих рачуна једне земље уколико учесници пирамидалних шема повећају своју потражњу за робама и услугама у очекивању будућих (због повећања потражње за увозом)